# Earl Hines

Earl Hines con el que había sido antes representante de su banda musical: el entonces soldado Charles Carpenter. Foto de la primera mitad de los años 40.

Earl Kenneth Hines (Duquesne, Pensilvania, 28 de diciembre de 1903 o de 1905-Oakland, California, 22 de abril de 1983, conocido como Earl Hines o Earl "Fatha" Hines, fue un pianista de jazz.

## Biografía

### Primeros años
Earl Hines nació en el suburbio de Duquesne en Pittsburgh. Su padre tocaba la corneta en una orquesta y su madrastra el órgano en una iglesia. Hines, en un principio, intentó seguir los pasos de su padre tocando la corneta, pero la molestia que le causaba en los oídos lo inclinó por el piano. Recibió clases de piano clásico al tiempo que cultivaba su oído para la música popular, lo que le permitía recordar sin dificultad los temas escuchados en los teatros. Hines afirmaba que él ya estaba tocando el piano por Pittsburgh antes de que la palabra jazz fuese inventada.

### Comienzos de su carrera
A los 17 años, se marchó de casa para encontrar trabajo tocando con Lois Deppe, un conocido saxo barítono que actuaba en el Leader House, un club nocturno de Pittsburgh. Su primera grabación fue con esta orquesta —cuatro sencillos grabados para Gennett Recordings en 1923—. Sólo dos de ellos fueron editados y sólo uno, «Congaine», incorporaba algún solo de Hines. Hines entró de nuevo en un estudio con Deppe un mes después, grabando espirituales y canciones populares. En 1925 se trasladó a  Chicago, Illinois, en aquel entonces la capital del jazz, lugar de actuación de músicos como Jelly Roll Morton y King Oliver. Tocó con la orquesta de Carroll Dickerson (incluyendo alguna gira).
Hines conoció a Louis Armstrong en el poolroom del Sindicato de Músicos Negros, en Chicago. Hines tenía 21 años, Armstrong 24. Tocaron el piano del sindicato juntos y Armstrong quedó asombrado por el piano de vanguardia de Hines, que tocaba a menudo con octavas deslumbrantes y rápidas, de modo que en pianos verticales nada perfectos (y sin amplificación) «podían escucharme en la sala». 
Armstrong y Hines se hicieron buenos amigos y compartieron un coche. Armstrong se unió a Hines en la banda de Carroll Dickerson en el Sunset Café. En 1927, se convirtió en la banda de Armstrong bajo la dirección musical de Hines. Más tarde ese año, Armstrong renovó su banda de grabación para Okeh Records, los Hot Five de Louis Armstrong, y contrató a Hines como pianista, reemplazando a su esposa, Lil Hardin Armstrong, en el instrumento.
Armstrong y Hines luego grabaron lo que a menudo se considera como uno de los discos de jazz más importantes jamás realizados. Como dice la Penguin guide to jazz in CD:

... con Earl Hines en el piano, Armstrong ya se estaba acercando a la talla de un solista de concierto, un papel que jugaría más o menos a lo largo de la próxima década, lo que hace que estas últimas sesiones de grupos pequeños como una despedida a su primera edad de oro. Dado que Hines está también magnífico en estos discos (y su exuberancia es una maravilla en el dueto showstopper "Weather Bird") los resultados parecen como espiar a grandes hombres hablando casi en silencio entre sí. No hay nada en el jazz más fino o más dinámico que su manera de tocar en "West End Blues", "Tight Like This", "Beau Koo Jack" y "Muggles".

El café Sunset se cerró en 1927. Hines, Armstrong y el baterista Zutty Singleton acordaron que se convertirían en "Unholy Three" —que «y no tocarían para nadie a menos que los tres fueran contratados»—. Pero Louis Armstrong y sus Stompers (con Hines como director musical), se encontraron con dificultades para establecer su propio Club, el Warwick Hall Club, que no prosperó. Entonces Hines fue brevemente a Nueva York y al volver se encontró que Armstrong y Singleton habían vuelto a unirse a la banda rival de Dickerson en el nuevo salón de baile del Savoy en su ausencia. Cuando Armstrong y Singleton le pidieron más tarde que se uniera a ellos con Dickerson en el Savoy Ballroom, Hines dijo: «No, ustedes me dejaron a la intemperie y rompieron la pequeña corporación que teníamos».
Hines se unió al clarinetista Jimmie Noone en el Apex, un club after-hours, tocando desde la medianoche hasta las 6 de la madrugada, siete noches a la semana. En 1928, registró 14 temas con Noone y otra vez con Armstrong (un total de 38 temas con Armstrong). Sus primeros solos de piano fueron grabados a finales de ese año: ocho para QRS Records en Nueva York y siete para Okeh Records en Chicago, todos excepto dos eran sus propias composiciones.
Hines se mudó con Kathryn Perry (con quien había grabado "Sadie Green el Vamp de Nueva Orleans"). Hines dijo de ella: «Ella había estado también en el Sunset, en un baile. Ella era una chica muy encantadora y bonita. Tenía una buena voz y tocaba el violín. Me había divorciado y se convirtió en mi compañera, vivimos en un gran apartamento y sus padres se quedaron con nosotros». Perry grabó varias veces con Hines, incluyendo "Body & Soul" en 1935. Permanecieron juntos hasta 1940, cuando Hines "se divorció" para casarse con Ann Jones Reed.
Después Hines se casó con Janie Moses en 1947. Tuvieron dos hijas, Janear (nacida en 1950) y Tosca. Ambas murieron antes que él, Tosca en 1976 y Janear en 1981. Janie se divorció de él el 14 de junio de 1979.

### Años de Chicago
El 28 de diciembre de 1928 (su 25 cumpleaños y seis semanas antes de la masacre del Día de San Valentín), el siempre inmaculado Hines se presentó en el Grand Terrace Café de Chicago dirigiendo su propia gran banda, el pináculo de la ambición del jazz en ese momento. "Toda América estaba bailando", dijo Hines, y durante los siguientes 12 años y durante la peor de la Gran Depresión y la Prohibición, la banda de Hines fue la orquesta del Grand Terraze. La Orquesta de Hines - u "Organización", como Hines prefería - tenía hasta 28 músicos e hizo tres espectáculos una noche en el Grand Terrace, cuatro espectáculos cada sábado y a veces los domingos. Según Stanley Dance, "Earl Hines y The Grand Terrace fueron en Chicago lo que Duke Ellington y The Cotton Club fueron a Nueva York - pero más ardientes". 
El Grand Terrace fue controlado por el gánster Al Capone, por lo que Hines se convirtió en "Mr Piano Man" de Capone. El piano vertical magnífico de la terraza pronto fue substituido por un gran piano blanco de 3000 dólares de Bechstein. Hablando de esos días Hines dijo más tarde:

... Al (Capone) entró allí una noche y llamó a toda la banda que se reunió y dijo: «Ahora queremos hacerles saber nuestra posición. Sólo queremos que ustedes simplemente atiendan a su propio asuntos. Les daremos toda la protección en el mundo pero queremos que sean como los tres monos: no oyen nada, no ven nada y no dicen nada ". Y eso es lo que hicimos. Y yo solía escuchar muchas de las cosas que iban a hacer, pero nunca se lo dije a nadie. A veces la Policía solía venir... y decir, "Earl de qué estaban hablando?"... pero yo dije: "No sé... no, no me vais a poner la foto", porque tenían el hábito de poner las fotos de diferentes personas que daban información en el periódico y al día siguiente los encontraban en el lago en alguna parte flotando con algunas cadenas atadas a sus pies, usted sabe a qué me refiero».

Desde la Gran Terraza, Hines y su banda transmitieron en "micrófonos abiertos" durante muchos años, a veces siete noches a la semana, de costa a costa a través de América —Chicago está bien situado para hacer frente a la transmisión en vivo en todas las zonas horarias en los Estados Unidos—. La banda de Hines se convirtió en la venda más de la difusión en América. Entre los oyentes estaban un joven Nat "King" Cole y Jay McShann en Kansas City, quien dijo que su «verdadera educación provenía de Earl Hines». Cuando Fatha salía al aire, yo salía de la cama. Pero el «alumno» más significativo de Hines fue Art Tatum. 
La banda de Hines usualmente comprendía de 15 a 20 músicos en el escenario, de vez en cuando hasta 28. Entre los miembros de la banda estaban Wallace Bishop, Alvin Burroughs, Scoops Carry, Oliver Coleman, Bob Crowder, Thomas Crump, George Dixon, Julian Draper, Streamline Ewing , Edward Fletcher, Walter Fuller, Dizzy Gillespie, Leroy Harris, Woogy Harris, Darnell Howard, Cecil Irwin, Harry Pee Wee Jackson, Warren Jefferson, Johnson, Jimmy Mundy, Ray Nance, Charlie Parker, Willie Randall, Omer Simeon, Cliff Smalls, Leon Washington, Freddie Webster, Quinn Wilson y Trummy Young.
Ocasionalmente, Hines permitía que otro pianista se sentara en vez de él, mejor para permitirle dirigir toda la "Organización". Jess Stacy era uno, Nat "King" Cole y Teddy Wilson eran otros, pero Cliff Smalls era su favorito.
Cada verano, Hines viajó con su banda entera por tres meses, incluso a través del Sur —la primera big band negra en hacerlo—. Explicó: «Cuando viajábamos en tren por el Sur, enviaban un portero a nuestro coche para hacernos saber cuando se despejaba el comedor, y luego todos entraríamos juntos. Nosotros queríamos, teníamos que comer cuando estaban listos para nosotros».
En La América de Duke Ellington, Harvey G Cohen escribe:

En 1931, Earl Hines y su Orquesta «fueron la primera big band negra en viajar a través del Sur». Hines se refirió a ella como una «invasión» en lugar de una «gira». Entre una bomba explotando bajo el escenario en Alabama («... no nos herimos ninguno pero tampoco tocamos bien después de eso») y numerosos encuentros amenazantes con la Policía, la experiencia resultó tan desgarradora que Hines en los años 60 recordó que, «usted podría llamarnos los primeros jinetes de la libertad». En su mayor parte, cualquier contacto con los blancos, incluso los aficionados, era visto como peligroso. Encontrar lugares para comer o pasar la noche implicó una lucha constante. La única «victoria» no musical que Hines reclamó fue ganar el respeto de un dueño de una tienda de ropa que inicialmente trató a Hines con burla hasta que quedó claro que Hines planeaba gastar 85 dólares en camisas, «lo que cambió su actitud».

### El nacimiento delbebop
Hines proporcionó al saxofonista Charlie Parker su gran oportunidad, hasta que Parker fue despedido por la que Hines significaba su incapacidad para aparecer con puntualidad. El Grand Terrace Café había cerrado de repente en diciembre de 1940. Su gerente, Ed Fox, desapareció. Hines, de 37 años, siempre famoso por su trabajo, puso a su banda de gira a tiempo completo durante los siguientes ocho años, resistiendo las nuevas ofertas de Benny Goodman para unirse a su banda como pianista.
Varios miembros de la banda de Hines fueron reclutados por las fuerzas armadas en la Segunda Guerra Mundial. Seis fueron reclutados sólo en 1943. Como resultado, el 19 de agosto de 1943, Hines tuvo que cancelar el resto de su gira por el sur. Fue a Nueva York y contrató un grupo de 12 mujeres que duró dos meses. Después, Hines lo amplió a una banda de 28 miembros (17 hombres, 11 mujeres), incluyendo cuerdas y corno francés. A pesar de estas dificultades de guerra, Hines llevó a sus bandas de gira de costa a costa. Y todavía podía tomarse tiempo fuera de su propia banda para ponerse al frente de la orquesta de Duke Ellington en 1944 cuando Ellington cayó enfermo.
Fue durante este tiempo (y especialmente durante la prohibición de grabación durante la huelga de los músicos de 1942-44) que las sesiones de jam session nocturnas con miembros de la banda de Hines pusieran las semillas para el nuevo estilo emergente en el jazz, el bebop. Ellington más tarde dijo que "las semillas de bop estaban en el estilo de piano de Earl Hines". El biógrafo de Charlie Parker, Ross Russell, escribió:

... La Orquesta de Earl Hines de 1942 había sido infiltrada por los revolucionarios del jazz. Cada sección tenía su celda de insurgentes. La sonoridad de la banda se erizó con quintas aplastadas y otros materiales del nuevo esquema de sonido. Los compañeros de banda de una actitud más conservadora advirtieron a Hines que había reclutado demasiado bien y estaba sentado en un barril de pólvora.

Ya en 1940, el saxofonista y arreglista Budd Johnson había «reescrito las partituras» para la banda de Hines en un estilo más moderno. Johnson y Billy Eckstine, vocalista de Hines entre 1939 y 1943, se han acreditado como los impulsores de traer músicos modernos a la banda de Hines en la transición entre el swing y el bebop. Además de Parker y Gillespie, otros "modernistas" de Hines incluyeron a Gene Ammons, a Gail Brockman, a Scoops Carry, a Goon Gardner, a Wardell Gray, a Bennie Green, a Benny Harris, a Harry Pee-Wee Jackson, a Shorty McConnell, a Cliff Smalls, a Shadow Wilson y a Sarah Vaughan, que reemplazó a Eckstine como cantante de la banda en 1943 y se quedó un año.
Dizzy Gillespie, en la banda Hines de la época, dijo:

... La gente habla de que la banda de Hines es 'la incubadora de bop' y los principales exponentes de esa música terminaron en la banda de Hines. Pero la gente también tiene la impresión errónea de que la música era nueva. No lo era. Era la misma música básica. La diferencia estaba en cómo se consiguió pasar de aquello a esto ... naturalmente cada edad tiene su propia complicación.

Los vínculos con el bebop permanecieron cerca. Los biógrafos de Parker han argumentado que "Yardbird Suite", que Parker grabó con Miles Davis en marzo de 1946, se basó en la "Rosetta" de Hines.
Dizzy Gillespie describió a la banda de Hines diciendo: «Tuvimos una hermosa banda con Earl Hines, es un maestro y aprendes mucho de él, la autodisciplina y la organización».
En julio de 1946, Hines recibió graves lesiones en la cabeza en un accidente de coche cerca de Houston que, a pesar de una operación, afectó su vista para el resto de su vida. De nuevo en la carretera cuatro meses después, siguió dirigiendo su big band durante otros dos años. En 1947, Hines compró el club nocturno más grande de Chicago, The Grotto, pero pronto fracasó y Hines perdió 30,000 $. [56] La era de las big bands había terminado ... Hines había tenido la suya durante 20 años.

### Redescubrimiento
A principios de 1948, Hines se unió de nuevo con Armstrong en el banda pequeña Louis Armstrong y sus All-Stars. Un año después, Armstrong se convirtió en el primer músico de jazz en aparecer en la portada de la revista Time (el 21 de febrero de 1949). Armstrong ya estaba en camino de convertirse en un icono americano, dejando a Hines sentir que estaba siendo utilizado sólo como un sideman en comparación con su viejo amigo. Armstrong habló de las dificultades, sobre todo sobre la remuneración, «Hines y su ego, ego, ego...», pero después de tres años y para disgusto de Armstrong, Hines dejó el All Stars en 1951.
A continuación, de nuevo como líder, Hines formó su propio pequeño combo alrededor de los Estados Unidos. Comenzó con una formación marcadamente más moderna que el envejecido All Stars: Bennie Green, Art Blakey, Tommy Potter y Etta Jones. En 1954, su entonces grupo de siete miembros hizo una gira a nivel nacional con los Globetrotters de Harlem, pero, al principio de la década de los 60 y con edad suficiente para retirarse, Hines se estableció "hogar" en Oakland, California, con su esposa y sus dos hijas jóvenes, abrió un estanco y se acercó a renunciar a la profesión.
Luego, en 1964, gracias a Stanley Dance, su decidido amigo y gerente no oficial, Hines fue "repentinamente redescubierto" después de una serie de recitales en el Little Theatre de Nueva York, a los que Dance lo había instigado. Eran los primeros recitales de piano que Hines había dado. Causaron sensación. "¿Qué queda para escuchar después de escuchar a Earl Hines?", Preguntó John Wilson del New York Times. Hines ganó entonces la votación de la Crítica Internacional de 1966 para el "Hall of Fame" de la revista Down Beat. Down Beat también lo eligió como el "pianista de jazz Nº 1" del mundo en 1966 (y volvió a hacerlo cinco veces más). Jazz Journal premió sus LPs del año, primero y segundo en su encuesta general y primero, segundo y tercero en su categoría del piano. Jazz lo votó "Jazzman del año" y lo escogió en el número 1 y número 2 en la categoría Grabaciones de piano. Hines fue invitado a aparecer en los programas de televisión presentados por Johnny Carson y Mike Douglas.
Desde entonces hasta su muerte veinte años más tarde, Hines grabó interminablemente solo y con contemporáneos como Cat Anderson, Harold Ashby, Barney Bigard, Lawrence Brown, Dave Brubeck (grabaron dúos en 1975), Jaki Byard (duetos en 1972), Benny Carter, Buck Clayton, Cozy Cole, Wallace Davenport, Eddie "Lockjaw" Davis, Vic Dickenson, Roy Eldridge, Duke Ellington (dúos en 1966), Ella Fitzgerald, Panamá Francis, Bud Freeman, Stan Getz, Dizzy Gillespie, Paul Gonsalves, Stéphane Grappelli, Sonny Greer, Lionel Hampton, Coleman Hawkins, Johnny Hodges, Peanuts Hucko, Helen Humes, Budd Johnson, Jonah Jones, Max Kaminsky, Gene Krupa, Ellis Larkins, Shelly Manne, Marian McPartland, Gerry Mulligan, Ray Nance, Oscar Peterson (duetos en 1968), Russell Procope, Pee Wee Russell, Jimmy Rushing, Stuff Smith, Rex Stewart, Maxine Sullivan, Buddy Tate, Jack Teagarden, Clark Terry, Ben Webster, Teddy Wilson (dúos en 1965 y 1970), Jimmy Witherspoon, Jimmy Woode y Lester Young. También colaboró con Alvin Batiste, Tony Bennett, Art Blakey, Teresa Brewer, Barbara Dane, Richard Davis, Elvin Jones, Etta Jones, Peggy Lee, Helen Merrill, Charles Mingus, Oscar Pettiford, Caterina Valente, Dinah Washington, y Ry Cooder (en la canción "Ditty Wah Ditty").
Pero las grabaciones más prestigiosas de este período son sus actuaciones en solitario, "toda una orquesta por sí mismo". En 1974, cuando tenía setenta años, Hines grabó dieciséis LPs. "Una ola de grabación en solitario significó que, en su vejez, Hines estaba siendo ampliamente documentado al fin, y se impuso al desafío con una fuerza de inspiración constante". Desde su regreso en 1964 hasta su muerte, Hines grabó más de 100 LPs en todo el mundo. Dentro de la industria, se convirtió en legendario por entrar en un estudio y salir al cabo de una hora y media, después de haber grabado un LP entero, no planificado. 
A partir de 1964, Hines visitó a menudo Europa, especialmente Francia. Recorrió Sudamérica en 1968. Se presentó en Asia, Australia, Japón y, en 1966, en la Unión Soviética, en giras financiadas por el Departamento de Estado de los Estados Unidos. Durante su gira de seis semanas por la Unión Soviética, en la que realizó 35 conciertos, el Palacio de Deportes de Kiev de 10.000 asientos se agotó. Como resultado, el Kremlin canceló sus conciertos de Moscú y Leningrado como "demasiado peligrosos".

### Últimos años
Seguramente tocando tan bien como siempre, Hines mostró peculiaridades individualistas (incluyendo gruñidos) en sus actuaciones. Cantaba a veces mientras que tocaba. En 1975, Hines fue objeto de un documental televisivo de una hora de duración realizado por ATV (para el canal comercial ITV de Gran Bretaña), fuera de horas en el club nocturno Blues Alley de Washington D. C. El International Herald Tribune lo describió como "la mejor película de jazz jamás hecha". En la película, Hines dijo: "La forma en que me gusta tocar es que ... soy un explorador, si puedo usar esa expresión, estoy buscando algo todo el tiempo ... casi como si estuviera intentando hablar ".
Tocó solo en el funeral de Duke Ellington, tocó solo dos veces en la Casa Blanca, para el Presidente de Francia y para el Papa. De este reconocimiento Hines dijo: "Normalmente dan crédito a la gente cuando están muertos, pero yo tengo mis flores mientras vivo".
El último concierto de Hines tuvo lugar en San Francisco unos días antes de su muerte en Oakland. Como él había deseado, su Steinway fue subastado a beneficio de estudiantes dotados para la música de bajos recursos, todavía llevando su placa de plata:
"Presentado por los amantes del jazz de todo el mundo. Este piano es el único de su tipo en el mundo y expresa el gran genio de un hombre que nunca ha tocado una nota melancólica en su vida en un planeta que a menudo ha sucumbido a la desesperación."
Hines fue enterrado en el cementerio Evergreen en Oakland, California.

## Discografía seleccionada

### Los años 30, jazz clásico y la era del swing
- Louis Armstrong & Earl Hines: inc. "Weatherbird", "Muggles", "Tight Like This", "West End Blues": Columbia 1928: reeditado como The Smithsonian Collection MLP 2012
- Jimmie Noone & Earl Hines: "At the Apex Club": Decca Volume 1 1928: reeditado 1967 : Decca Jazz Heritage Series
- Earl Hines Solo: 14 of his own compositions: QRS & OKeh: 1928/9
- Earl Hines Collection: Piano Solos 1928-40: OKeh/Brunswick/Bluebird: Collectors Classics
- That's a Plenty, Quadromania series 1928-1947 Membran, four CDs, 2006
- Deep Forest, ca. 1932-1933: Hep
- 'Swingin' Down, 1932-1934: Hep
- Harlem Lament, 1933-1934, 1937-1938: Columbia
- Earl Hines - South Side Swing 1934-1935: Decca
- Earl Hines - The Grand Terrace Band: RCA Victor Vintage Series

### Años de transición del swing al bebop. 1939-1945
- The Indispensable Earl Hines: Vols 1, 2, 1939-1940, Jazz Tribune/BMG
- The Indispensable Earl Hines: Vols 3, 4, 1939-1942, 1945, Jazz Tribune/BMG
- Earl Hines & The Duke's Men: (with Ellington side-men) (1st 1944)
- Piano man: Earl Hines, his piano and his orchestra: 1939-1942, RCA Bluebird
- The Indispensable Earl Hines: Vols. 5, 6, 1944, 1964, 1966, Jazz Tribune/BMG
- Earl Fatha Hines and His Orchestra: 1945-1951, Limelight 15 766
- Classics, 1947-1949 (includes Eddie South) Classics

### Después de 1948
- Louis Armstrong All Stars: Live in Zurich 18 October 1949: Montreux Jazz Label
- Louis Armstrong & The All Stars: Decca 1950 & 1951: reissued
- Earl Hines: Paris One Night Stand: Verve/Emarcy France 1957
- The Real Earl Hines: (1st "Rediscovery" concert at Little Theatre, NY, 1964) Focus & Collectibles Jazz Classics
- Earl Hines: The Legendary Little Theatre Concert (2nd "Rediscovery" concert): Muse 1964
- Earl Hines: Blues in Thirds: solo: Black Lion 1965
- Earl Hines: '65 Solo - The Definitive Black & Blue Sessions: Black & Blue 1965
- Earl Hines: Fatha's Hands - Americans Swinging in Paris EMI 1965
- Earl Hines: Hines' Tune: (live in France con Ben Webster, Don Byas, Roy Eldridge, Stuff Smith, Jimmy Woode & Kenny Clarke): Wotre Music/Esoldun 1965
- Once Upon a Time con Ellington side-men: Verve 1966
- Stride Right con Johnny Hodges: Verve 1966
- Jazz from a Swinging Era (con All-Star group in Paris): Fontana 1967
- Earl Hines & Jimmy Rushing: Blues & Things 1967
- Swing's Our Thing con Johnny Hodges: Verve 1967
- Earl Hines: At Home: solo (on his own Steinway): Delmark 1969
- Earl Hines: My Tribute to Louis: solo: Audiophile 1971 (recorded two weeks after Armstrong's death)
- Earl Hines Plays Duke Ellington (New World, 1971-1975 [1988]) reeditado en Master Jazz LPs
- Earl Hines Plays Duke Ellington Volume Two (New World, 1971-1974 [1997]) reeditado en Master Jazz LPs
- Earl Hines: Hines plays Hines: The Australian Sessions: solo: Swaggie 1972
- Duet!: (with Jaki Byard), Verve/MPS 1972
- Earl Hines: Tour de Force & Tour de Force Encore: solo: Black Lion 1972
- Earl Hines: Live at the New School: solo: Chiarascuro 1973
- Earl Hines: A Monday Date: reeditado en Hines' 15 1928/1929 QRS & OKEH solo recordings: Milestone 1973
- Earl Hines: The Quintessential Recording Session: solo: Chiaroscuro 1973 (reedición de 1928 solo QRS piano recordings)
- Earl Hines: The Quintessential Continued: solo: Chiaroscuro 1973 (reedición de 1928/9 solo OKEH piano recordings)
- Earl Hines Plays Cole Porter (New World, 1974 [1996])
- West Side Story (Black Lion 1974)
- Hines '74 (Black & Blue, 1974)
- The Dirty Old Men (Black & Blue, 1974) con Budd Johnson
- Earl Hines at Sundown (Black & Blue, 1974)
- Earl Hines/Stephane Grappelli duets, The Giants: Black Lion 1974
- Earl Hines/Joe Venuti duets: Hot Sonatas: Chiaroscuro 1975
- Earl 'Fatha' Hines: The Father of Modern Jazz Piano (five LPs boxed): 3 LPs solo (on Schiedmeyer grand) y 2 LPs con Budd Johnson, Bill Pemberton, Oliver Jackson: MF Productions 1977
- Earl Hines: In New Orleans: solo: Chiarascuro 1977
- An Evening With Earl Hines: con Tiny Grimes, Hank Young, Bert Dahlander y Marva Josie: Disques Vogue VDJ-534 1977
- Earl 'Fatha' Hines plays Hits he Missed: (inc Monk, Zawinul, Silver): Direct to Disc M & K RealTime 1978

### Antologías
- The Complete Master Jazz Piano Series: 13 Hines solo numbers: Mosaic MD4 140 (con Jay McShann, Teddy Wilson, Cliff Smalls, etc.) 1969-1972
- Les Musiques de Matisse & Picasso: incluye Louis Armstrong & Earl Hines: West End Blues: Naive 2002

### Como sideman
- Con Benny Carter: Swingin' the '20s: Contemporary 1958
- Con Johnny Hodges: 3 Shades of Blue: Flying Dutchman 1970